# NGC 1014
NGC 1014 – gwiazda podwójna znajdująca się w gwiazdozbiorze Wieloryba. W 1886 roku zaobserwował ją Frank Muller, lecz błędnie uznał za obiekt typu mgławicowego.